# موج الکترومغناطیس صفحه‌ای تک فام
امواج تک فام یا به عبارتی Monochromatic Wave به امواجی گفته می‌شوند که دارای تک فرکانس و به عبارت دیگر تک طول موج می‌باشند.
امواج تک فام دارای کاربردهای گسترده در عملیات‌های مشخصه یابی نظیر پراش پرتو ایکس می‌باشد. نور یکی از انواع امواج الکترومغناطیس می‌باشد که مفهوم تک فام برای آن نیز قابل تعریف است که در صفحه نور تک فام به آن پرداخته شده‌است؛ از مشخصه‌های این موج ثابت بودن فاز و دامنه در فرمول تابع آن می‌باشد که در ادامه بیشتر به آن پرداخته خواهد شد

## مقدمه
امواج تک فام امواجی هستند با یک فرکانس واحد انتشار می‌یابند؛ این امواج می‌توانند در قالب نور، صوت یا دگر اشکال باشند. امواج تک فام همچنین به امواج خالص نیز معروف می‌باشند که دلیل نداشتن فرکانس و طول موج‌های مختلف در آن می‌باشد همچنین دلیل دیگر آن را می‌توان به دارا بودن نظم بلند دامنه و نداشتن هرگونه اعوجاج در آنها نیز دانست.
تک فرکانس بودن در این امواج به معنی می‌باشد که تمام نوسانات در یک سرعت ثابت رخ می‌دهد. نام دیگر که برای این امواج در نظر گرفته شده‌است امواج منسجم و همسو یا coherent است؛ که این به معنای این است که در نقاط مختلف موج روابط فازی ثابت برقرار می‌باشد.
امواج تک‌‌فام حالت خاص و ایده‌آلی از موج‌ها می‌باشند به دلیل اینکه در طبیعت بسیار کمیاب هستند و عموما در آزمایشگاه و مراکز تحقیقاتی توسط دستگاه‌های مختلف تولید می‌گردد یا با انجام عملیات‌های فیلتراسیون طول موج‌های ناخواسته بدست آورده می‌شود.

## تاریخچه
اینگونه پنداشته می‌شود که مطالعه مستقیم بر روی موضوع فوق تاریخچه محدود به یک قرن اخیر دارد اما مطالعاتی که باعث پدید آمدن و برقرار شدن نظریه‌های مربوط به آن می‌باشد بیش از چندین قرن توسط دانشمندان گوناگون مورد بحث و مطالع قرار گرفته‌است؛ در ادامه بیشتر به این موضوع پرداخته خواهد شد 
 :
آیزاک نیوتون در قرن 17 میلادی درباره نور و منشورها تحقیق‌هایی را انجام داد و در تحقیقات خود به این نتیجه رسید که رنگ سفید می‌تواند به گستره‌ای از رنگ‌ها تبدیل شود. تحقیقات او موجب شد که این مسئله که نور از گستره‌ای از طول موج‌های متفاوت که هرکدام بیانگر یک رنگ خاص می‌باشند، مطرح گردد.
در اوایل قرن 19 میلادی توماس یانگ بوسیله آزمایش مشهور خود که به آزمایش دوشکاف معروف است؛ موضوع موجی بودن ماهیت نور را اثبات نمود.
جیمز کلرک ماکسول در میانه قرن 19 میلادی یکسری از روابط را بدست آورد که در آن به توصیف قوانین پیرامون الکتریسته و مغناطیس پرداخت و براساس روابطی که اون تعریف کرد شناخت و بررسی امواج الکترومغناطیس چند فام و تک فام سرعت گرفت.
هاینریش هرتز براساس قوانین و نظریات ماکسول آزمایشا‌هایی را طراحی نمود و با انجام آنها موفق شد امواج الکترومغناطیس تک فام را شناسایی کند.
در قرن 20 میلادی دانشمندان متعددی روی مسئله موج متمرکز شدند و با ورود فیزیک کوانتوم و معادلات برقرار در آن شناخت در این حوزه سرعت گرفت و مفهوم امواج تک فام بهتر و کاملتر تعریف شد و کاربردی شدن در آن رخ داد؛ به طوریکه که یکی از پارامترهایی که از آن برای سیستم‌های مختلف بهره گرفته می‌شود، امواج تک فام می‌باشد.

## روابط و فرمول های امواج تک فام
به منظور تعریف معادله موجود در بحث امواج تک فام باید ابتدا به بحث کلی با موضوع معادله موج پرداخته شود  
:
این معادله که به شکل Ψ=sin⁡(kx-ωt) می‌باشد در آن ω فرکانس زاویه، k عدد موج، Ψ تابع موج می‌باشند. بررسی انتشار امواج هارمونیک پرداخته می‌شود و در آن حالت ذره بیان می‌شود به عبارتی مکان در سه بعد و زمان حضور را بیان می‌کند. قدر مطلق توان دوم این تابع بیان کننده احتمال حضور را بیان خواهد کرد.
تابع موج به طور کلی برای ترکیب چند موج بیان می‌گردد به طوریکه اگر به عنوان مثال Ψ=sin⁡(kx-ωt) معادله 1 و 
Ψ=sin⁡((k+∆k)x-(ω+∆ω)t) معادله 2 نامیده می‌شود معادله نهایی از ترکیب این دو معادله بدست خواهد آمد و به شکل 
Ψ=2 cos⁡(∆ω/2 t-∆k/2 x ).sin⁡((k+∆k/2)x+(ω+∆ω/2)t) خواهد بود.
حال با توجه به معادله‌های مطرح شده اگر دو مقدار ω∆ و k∆ به صفر میل کنند معادله‌ای که حاصل می‌شود معادله برقرار برای امواج تک فام می‌باشد به عبارت دیگر همانطور که در بخش‌های قبل توضیح داده شد در امواج تک فام فقط یک طول موج و یک فرکانس برقرار می‌باشد و این به معنای این است که تغییرات در فرکانس زاویه‌ای و عدد موج برای آن معنایی نخواهد داشت. نکته دیگر پیرامون این موضوع این مورد است که با به صفر میل کردن تغییرات اشاره شده بسته‌های موج بلند می‌گردند و این با افزایش تا حدی است که در کل سیستم یک بسته موج بی نهایت بلند حاصل شود.
معادله برقرار در امواج تک فام به شکل رو‌به‌رو می‌باشد: Ψ=2.sin⁡(kx+ωt)

## کاربرد
گستره کاربردی امواج تک فام بسیار بالاست و این به دلیل ویژگی‌های منحصر به فرد این امواج می‌باشد که در ادامه به برخی از مهم‌ترین کاربردهای آن پرداخته می‌شود : 

### اپتیک
امواج تک فام یکی از مورد توجه‌ترین مفاهیم در علم فیزیک و اپتیک می‌باشدیک از کاربردهای رایج این موج در لیزرهاست به طوریکه از این امواح در لیزرها برای فرآیند ساخت مواد مختلف به شکل افزایشی، بررسی ساختار مواد در فرآیندهای مشخصه‌یابی یا درمان بیماری‌ها استفاده می‌گردد .
یکی از کاربردهای دیگری که این امواج در اپتیک از خود نشان داده‌اند. استفاده برای ساخت فیلترهاست به گونه‌ای که بر اساس ویژگی‌های خاص خود برخی از امواج را حذب و برخی را عبور می‌دهند. با استفاده از این فیلترها میتوان تصویربرداری نیز انجام داد 
.

### طیف‌سنجی
در فرآیندهای طیف سنجی نیاز به یک موج با مشخصات مشخص و ثابت می‌باشد که به سمت ماده موردنظر ساطع گردد و با بررسی مشخصه‌های موج برگشتی درباره ماده اطلاعات بدست می‌آید. امواج تک فام به دلیل داشتن مشخصه‌های واحد نظیر  تک فرکانس و طول موج  بودن بررسی ساده‌تری را برای آنالیزها فراهم می‌آورند؛ به همین دلیل امروزه در بسیاری از فرآیندهای طیف‌سنجی از این امواج استفاده می‌گردد .

### مکانیک کوانتوم
بررسی خواص موجی-ذره‌ای الکترون‌ها و باقی ذرات زیر اتمی همواره از اهداف این علم می‌باشد، باتوجه به معادله شرودینگر و باقی معادلات برقرار در این علم امواج تک فام یکی از پایه‌ای ترین مفاهیم برای بررسی رفتار موجی-ذره‌ای می‌باشند به همین دلیل در پیشرفت در مکانیک کوانتوم بسیار کمک کننده است 
.

### امور مربوط به کشف جرم
امواج تک فام به منظور شناسایی و بررسی شواهد در صحنه‌های جرم استفاده می‌گردند؛ این امواج قابلیت شناسایی ردخون، اثر انگشت الیاف لباس و اجزایی که قابل مشاهده در نور مرئی نیستند را دارند .

## محدودیت‌ها
همانطور که در قسمت‌های قبل اشاره شده امواج تک فام به دلیل داشتن ویژگی‌های منحصر به فرد داری یکسری ویژگی‌های خاص می‌باشند اما همین ویژگی‌ها سبب ایجاد محدودیت‌هایی نیز در آنها می‌گردند که در ادامه به آن‌ها اشاره می‌شود:
نبود اطلاعات طیفی به دلیل تک فرکانس بودن این امواج دارای مشخصه‌های واحدی هستند و بازه‌ای از متغیرها برای آن‌ها وجود ندارد به همین دلیل در موارد نظیر تحلیل سیگنال‌های پیچیده از این امواج نمیتوان استفاده کرد.
امکان تولید این امواج در همه وضعیت‌ها امکان پذیر نمی‌باشد و نیاز به تجهیزات خاصی است که به همین دلیل استفاده از آن را در تمام حالت‌ها محدود می‌کند.
امکان انتشار این امواج نیز سخت می‌باشد زیرا امواج تک فام در محیط راحت پراش می‌یابند .